# Manuel Acuña
Manuel Acuña (Saltillo, 27 agosto 1849 – Città del Messico, 6 dicembre 1873) è stato un poeta e scrittore messicano.

## Biografia
Studiò dapprima alla scuola Colegio de San Ildefonso prendendo lezioni di filosofia, matematica, francese, latino; poi studiò medicina.
Si ritiene che il suo amore per Rosario de la Peña fu la causa della sua morte, suicidandosi tramite ingestione di cianuro a Città del Messico nel 1873, a soli 24 anni. Per lei scrisse anche il suo poema più importante: Nocturno.

### Opere
- 1868 – Elegia alla morte
- 1871 – Il Passato
- Ante un cadáver
- Nocturno a Rosario